# Limburgse Liga
De Limburgsche Liga, opgericht te Maastricht op 12 maart 1925, was een vereniging die de in hun ogen toenemende "Hollandse" invloed op de Nederlandse provincie Limburg probeerde tegen te gaan. Initiatiefnemer was de koopman, politicus en amateur-historicus Jules Schaepkens van Riemst jr. (1875-1946).
De Liga stelde zichzelf als doel: de bevordering van de culturele en economische ontwikkeling van Limburg naar zijn traditie; onder traditie verstaat men de handhaving van het rooms-katholieke geloof en het behoud van de Limburgse taal, zeden en gewoonten. De Liga was openlijk chauvinistisch en anti-Hollands. Men kon in het geheim lid worden.
Politieke en kerkelijke leiders in Limburg, met name mgr. dr. Henricus Poels, namen afstand van deze regionale stroming. Rond 1928 werd nog maar weinig vernomen van de liga.